# 박카스 스타리그 2009

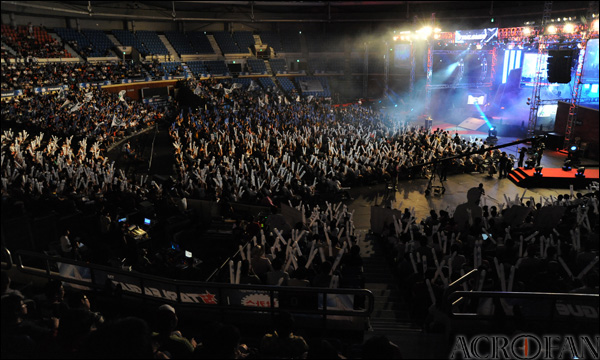
박카스 스타리그 2009 결승전이 열린 서울 올림픽공원 SK핸드볼경기장

박카스 스타리그 2009(Bacchus Starleague 2009)는 온게임넷과 스포츠조선의 공동 주최로 이루어지는 이스포츠에서 가장 권위있는 스타크래프트 개인전인 스타리그의 27번째 대회이며 2009년에 열린 첫 번째 스타리그이다.

## 대회 개요
- 스폰서 캐치프레이즈: 나를 강하게 하는 친구
- 리그컨셉:[36강]: 스타리그 10주년,물결 [16강]:물

### 후원
후원은 동아제약 ‘박카스’의 박카스 스타리그 2008에 이은 두 번째 후원이다. 이에 대해 동아제약은 “젊은이들의 대표적인 문화 콘텐츠로 확고히 자리 잡은 스타리그를 지난해에 이어 두 번째로 후원하게 돼 무척 기쁘다”며 “이번 후원을 통해서 제품의 브랜드 인지도 제고와 더불어 젊은 층과의 활발한 커뮤니케이션을 해나갈 수 있기를 기대한다”고 후원 배경을 덧붙였다.

### 대회 방식
지난 시즌의 대회 방식을 이어 받아 36강 방식을 고수했다. 스타리그 예선(일명 PC방 예선)을 뚫고 올라온 23명, 지난 시즌 도중 포기를 한 손찬웅과 지난 대회에 4강에 오른 4명을 제외한 지난 대회 스타리거 12명이 한 조에 3명씩 총 12개조를 이루어 토너먼트 방식으로 대결을 펼친다. 각 조에 PC방 예선을 통과한 두 명의 선수가 먼저 3전 2선승제로 대결을 펼치고 이에 승리한 선수가 지난 대회 16강 스타리거와 3전 2선승제 대결을 펼쳐 최종 승리한 선수가 스타리그 16강에 진출한다. 16강 또한 4명 4개조 풀리그, 8강은 3전 2선승제, 4강과 결승은 5전 3선승제 등 16강 이후의 방식은 전통적인 스타리그 방식과 동일하다.

### 출전 선수
| 구분 | 종족     | 명 | 이름 |
| 36강 | 테란     | 11 | 고인규 김창희 민찬기 박동수 손주흥 신상문 신희승 이영호 이재호 진영수 한동욱                                    |
| 36강 | 저그     | 16 | 김명운 김상욱 김정우 김준영 문성진 박명수 박성준 박찬수 박태민 신노열 신대근 유준희 이승석 이영한 정영철 한상봉 |
| 36강 | 프로토스 | 9  | 김택용 김구현 송병구 손찬웅 박세정 서기수 김승현 도재욱 장민철                                                  |
| 16강 | 테란     | 6  | 고인규 김창희 신상문 이영호 정명훈 진영수                                                                       |
| 16강 | 저그     | 7  | 김명운 김정우 문성진 박명수 이제동 조일장 한상봉                                                                |
| 16강 | 프로토스 | 3  | 김택용 손찬웅 송병구                                                                                            |

### 대회 일정
- 오프라인 예선: 2009년 5월 1일
- 36강: 2009년 5월 6일 ~ 6월 12일 매주 수요일, 금요일 6시 30분
- 16강 조지명식: 2009년 6월 19일 금요일 6시 30분
- 16강: 2009년 6월 24일 ~ 7월 17일 매주 수요일, 금요일 6시 30분
- 8강: 2009년 7월 24일, 7월 31일 금요일 6시 30분
- 4강: 2009년 8월 12일, 8월 14일
- 결승: 2009년 8월 22일

### 상금
- 상금규모 - 총 1억 800만원
- 우승 - 4000만원
- 준우승 - 2000만원
- 우승자, 준우승자를 제외한 시드자 2명부터 36강 진출자까지 차등 지급
  - 36강 1위 : 25만원 / 2위 : 15만원 / 3위 : 10만원
  - 16강 진출자 8명 : 1인당 200만원
  - 8강 진출자 4명 : 1인당 300만원
  - 시드자 2명 : 1인당 700만원

### 경기장
- 예선 - 용산 이스포츠 보조 경기장
- 본선 - 용산 이스포츠 상설 경기장
- 결승전 - 서울올림픽공원 SK올림픽핸드볼경기장

## 맵
오프라인 예선
- 지난 시즌에 사용되었던 스타리그 공식맵인 ‘왕의 귀환’과 프로리그 맵인 ‘신의정원’과 ‘아웃사이더’를 사용했다.

36강
- 신규 맵인 ‘홀리월드’가 1경기, 예선에 사용되었던 ‘아웃사이더’와 ‘왕의귀환’이 각각 2, 3경기로 진행되었다.

16강
- 36강에서 사용되었던 홀리월드('홀리월드 SE'로 수정), 아웃사이더, 왕의귀환과 함께 '단장의 능선'이 사용된다.

## 사용된 음악
- 예선전 예고 : 켈리 클락슨, ‘My Life Would Suck Without You’
- 예선전 경기시작전 영상 : 린킨 파크, ‘Given Up’
- 예선전 조편성표 소개 : 엘리엇 마이너, ‘Jessica’
- 36강 오프닝 : 켈리 클락슨, ‘My Life Would Suck Without You’
- 16강 조지명식 타이틀곡:켈리 클락슨, ‘My Life Would Suck Without You’
- 16강 타이틀곡:켈리 클락슨, ‘My Life Would Suck Without You’
- 오프닝 멘트 : 올 아메리칸 리젝트, ‘I Wanna’
- 최근 10경기 : Cute Is What We Aim For, ‘Loser’
- 경기시작전/경기종료후 : Fighting With Wire, ‘Everyone Needs A Nemesis’
- 선수 소개 : 더 레드 점프슈트 애퍼래터스, ‘Senioritis’
- Today Match & Result : 엘리엇 마이너, ‘Jessica’
- 36강 A조 예고(36강 예고)(예선전 엔딩) : Hey Monday, ‘Run, Don't Walk’
- 36강 C조 예고 : 켈리 클락슨, ‘I Do Not Hook Up’
- 결승전 타이틀곡: 마릴린 맨슨, `mOBSCENE'
- 결승전 Set 하이라이트: Foo Fighters - Monkey Wrench

## 스타리그 예선
스타리그 예선은 지난 시즌 부상으로 출전을 포기한 손찬웅(화승)이 36강에 직행하면서, 예선에서 23명의 선수만 선발하며 23조 조별 8강 혹은 9강 토너먼트 체제로 조 우승을 차지한 선수만이 스타리그 36강 본선으로 올라갈 수 있었다. 경기는 3전 2선승제로 진행되며 각 조 1위 23명이 36강에 진출한다. 오전 조, 오후 조, 각각 8개조 저녁 조는 7개조씩 진행했으며 총 12개 프로게임단의 205명이 출전했다.

### 조별 본선 진출자
| A조    | B조    | C조    | D조    | E조    | F조    | G조    | H조    | I조    | J조    | K조    | L조    |
| ------ | ------ | ------ | ------ | ------ | ------ | ------ | ------ | ------ | ------ | ------ | ------ |
| 한상봉 | 김명운 | 문성진 | 김상욱 | 김창희 | 유준희 | 박동수 | 이영한 | 이승석 | 신노열 | 손주흥 | 신대근 |
| M조    | N조    | O조    | P조    | Q조    | R조    | S조    | T조    | U조    | V조    | W조    |        |
| 정영철 | 김정우 | 김윤중 | 박태민 | 이재호 | 한동욱 | 민찬기 | 고인규 | 김승현 | 박세정 | 장민철 |        |

### 36강 시드자
지난 시즌 16강 진출에 성공했지만, 4강 진출에 실패한 12명의 선수들은 36강 시드를 받게 된다.
- 신상문, 신희승, 이영호, 진영수, 김준영, 박찬수, 박명수, 박성준, 송병구, 도재욱, 김구현, 서기수, 손찬웅

(손찬웅은 대신 지난 바투스타리그 와일드카드로 16강에 진출했던 김택용이 4강에 올라 16강 시드를 획득함에 따라  36강 1차전 시드를 얻게 되었다.)

### 본선 진출자 분포
‘**’은 16강 시드 진출자이며, ‘*’은 36강 시드 진출자이다. 괄호는 (시드진출자/예선진출자)이다.
종족별 분포
- 테란(5/7) - **정명훈, *신상문, *신희승, *이영호, *진영수, 김창희, 박동수, 손주흥, 한동욱, 민찬기, 이재호, 고인규
- 저그(6/12) - **이제동, **조일장, *김준영, *박명수, *박찬수, *박성준, 신대근, 문성진, 정영철, 이승석, 이영한, 한상봉, 김명운, 김상욱, 유준희, 신노열, 김정우, 박태민
- 프로토스(6/4) - **김택용, *송병구, *도재욱, *김구현, *서기수, *손찬웅, 김윤중, 김승현, 장민철, 박세정

팀별 분포
- SK텔레콤(3/3) - **정명훈, **김택용, *도재욱, 정영철, 이승석, 고인규
- 하이트(2/3) - *신상문, 김창희, 박명수, 문성진, 김상욱
- STX(4/1) - **조일장, 진영수, *박성준, *김구현, 김윤중
- 삼성전자(1/2) - *송병구, 박동수, 유준희
- 이스트로(2/1) - 신희승, *서기수, 신대근
- 화승(2/1) - **이제동, *손찬웅, 손주흥
- 웅진(1/2) - *김준영, 김명운, 김승현
- KTF(2/0) - *이영호, 박찬수
- 위메이드(0/3) - 이영한, 신노열, 박세정
- CJ(0/2) - 한상봉, 김정우
- 공군(0/2) - 박태민, 한동욱
- MBC게임(0/3) - 민찬기, 이재호, 장민철

## 36강
36강의 조 편성은 팀 배분을 우선하여 종족별 배분 등 여러 사항을 고려하여 추첨이 되었다. 예선을 진출한 선수들 두 선수끼리 매치 1에서 3전 2선승제로 대결한 후 승리한 선수가 지난 시즌 16강 리거와 매치 2의 경기를 붙어 이기는 선수가 16강에 진출한다.
| 조  | 매치 1 | 매치 1 | 매치 1 | 매치 1 | 매치 2 | 매치 2 | 매치 2 | 매치 2 |
| A조 | 김승현 | 1      | 정영철 | 2      | 신상문 | 2      | 정영철 | 1      |
| B조 | 김명운 | 2      | 장민철 | 0      | 김구현 | 0      | 김명운 | 2      |
| C조 | 손찬웅 | 2      | 박태민 | 0      | 서기수 | 0      | 손찬웅 | 2      |
| D조 | 김창희 | 2      | 유준희 | 1      | 박찬수 | 0      | 김창희 | 2      |
| E조 | 신대근 | 2      | 박동수 | 1      | 진영수 | 2      | 신대근 | 0      |
| F조 | 김정우 | 2      | 민찬기 | 0      | 박성준 | 0      | 김정우 | 2      |
| G조 | 이재호 | 2      | 이승석 | 1      | 박명수 | 2      | 이재호 | 0      |
| H조 | 한상봉 | 2      | 한동욱 | 0      | 김준영 | 0      | 한상봉 | 2      |
| I조 | 고인규 | 2      | 김상욱 | 1      | 신희승 | 1      | 고인규 | 2      |
| J조 | 문성진 | 2      | 박세정 | 0      | 도재욱 | 1      | 문성진 | 2      |
| K조 | 신노열 | 0      | 김윤중 | 2      | 이영호 | 2      | 김윤중 | 1      |
| L조 | 손주흥 | 2      | 이영한 | 1      | 송병구 | 2      | 손주흥 | 1      |

## 16강

### 본경기
16강 조지명식에 따라 결정된 조에 따라서 한 선수가 한 경기씩 총 세 경기를 펼치게 되며, 한 조로 볼 때 총 여섯 경기를 치르게 된다.
조별리그 마지막 경기 결과에 따라 A조, B조, C조에서 재경기가 열릴 가능성이 있었지만 모두 재경기가 열리지 않게 되었다.
그 때문에 7월 셋째주에는 스타리그가 방송되지 않았다. 그 주에 재경기를 할 예정이었기 때문이다.
| A조    | A조     | B조    | B조     | C조    | C조     | D조    | D조     |
| ------ | ------- | ------ | ------- | ------ | ------- | ------ | ------- |
| 이제동 | 2승 1패 | 정명훈 | 3승 0패 | 김택용 | 1승 2패 | 조일장 | 1승 2패 |
| 김정우 | 1승 2패 | 손찬웅 | 0승 3패 | 김창희 | 2승 1패 | 신상문 | 2승 1패 |
| 이영호 | 1승 2패 | 문성진 | 2승 1패 | 진영수 | 0승 3패 | 한상봉 | 1승 2패 |
| 박명수 | 2승 1패 | 송병구 | 1승 2패 | 김명운 | 3승 0패 | 고인규 | 2승 1패 |

## 8강~
A조, B조, C조 팀킬전 발생했으며 그 덕분에 hite 스파키즈 선수중 1명은 무조건 결승에 올라가게 되었다.
|  | 8강전  | 8강전  |        |   | 준결승전 | 준결승전 |  |  | 결승전 | 결승전 |
|  |        |        |        |   |          |          |  |  |        |        |
|  |        |        |        |   |          |          |  |  |        |        |
|  |        |        |        |   |          |          |  |  |        |        |
|  | 박명수 | 2      |        |   |          |          |  |  |        |        |
|  | 박명수 | 2      |        |   |          |          |  |  |        |        |
|  | 김창희 | 1      |        |   |          |          |  |  |        |        |
|  | 김창희 | 1      | 박명수 | 3 |          |          |  |  |        |        |
|  |        |        | 박명수 | 3 |          |          |  |  |        |        |
|  |        | 문성진 | 0      |   |          |          |  |  |        |        |
|  | 신상문 | 문성진 | 0      | 1 |          |          |  |  |        |        |
|  | 신상문 |        |        | 1 |          |          |  |  |        |        |
|  | 문성진 | 2      |        |   |          |          |  |  |        |        |
|  | 문성진 | 2      | 이제동 | 3 |          |          |  |  |        |        |
|  |        |        | 이제동 | 3 |          |          |  |  |        |        |
|  |        | 박명수 | 0      |   |          |          |  |  |        |        |
|  | 정명훈 | 박명수 | 0      | 2 |          |          |  |  |        |        |
|  | 정명훈 |        |        | 2 |          |          |  |  |        |        |
|  | 고인규 | 0      |        |   |          |          |  |  |        |        |
|  | 고인규 | 0      | 이제동 | 3 |          |          |  |  |        |        |
|  |        |        | 이제동 | 3 |          |          |  |  |        |        |
|  |        | 정명훈 | 1      |   |          |          |  |  |        |        |
|  | 이제동 | 정명훈 | 1      | 2 |          |          |  |  |        |        |
|  | 이제동 |        |        | 2 |          |          |  |  |        |        |
|  | 김명운 | 0      |        |   |          |          |  |  |        |        |
|  | 김명운 | 0      |        |   |          |          |  |  |        |        |

## 우승
| 박카스 스타리그 2009 우승                       |
| ----------------------------------------------- |
| 이제동 (세 번째 우승, 제 3대 골든마우스 수상자) |

## 특이사항
- 전체적인 그래픽 패키지 테마를‘워터 마크’로 함.
- 바투 스타리그 2008에 이어 박카스 2009에서도 이제동 (화승 OZ)이 탑시드, 김택용 (SK텔레콤 T1)이 3번시드
- 신한은행 스타리그 2006 Season 3 (Reverse Temple) 이후 3년 만에 역언덕 맵이 공식 맵으로 사용 (HolyWorld [SE])
- 36강 선수소개에 선수들 출사표 등장
- 사상 초유의 2번 연속 몰수패 발생 (박태민 vs 손찬웅 1,2Set)
몰수패 이유:1Set = ㅎㅎ, 2Set = a[2]
- 역대 16강 오프닝중 최초로 수중촬영을 진행.
- 죽음의 A조 성립. (이제동-김정우-이영호-박명수)
- 16강이 재경기 없이 끝남. (A,D조: 2승1패 2명, 1승2패 2명, B,C조: 3승, 2승1패, 1승2패, 3패로 끝남)
- 8강 대진 중 3개의 조에 팀킬 대진 완성
A조 박명수 vs 김창희 (하이트 vs 하이트)
B조 문성진 vs 신상문 (하이트 vs 하이트)
C조 고인규 vs 정명훈 (SKT vs SKT)
- 8강 조추첨 결과, 하이트 스파키즈 스타리그 결승전 진출 확정 (날아오르라 주작이여)
- 8강전 프로토스 전멸 (B조 송병구-손찬웅, C조 김택용 모두 탈락)
- 8강 투어: 없음 (2연속)
- 정명훈 3시즌 연속 4강 진출. (인크루트 스타리그 2008 - BATOO 스타리그 2008 - 박카스 스타리그 2009)
- 박명수, 개인리그 진출 후 최초 결승 진출. (4강 vs 문성진(Z) 3-0 W)
- 스타리그 첫 저그 대 저그 결승전. (박명수 vs 이제동)
- 이제동 사상 두 번째, 저그 최초 2연속 스타리그 우승.
- 이제동 스타리그 역사상 최단기간,최연소(1년후인 2010년 이영호가 최연소 기록을 다시 갱신함.) 3번째 골든 마우스 획득
- 이제동이 스타리그 최초로 결승전에서 전종족을 상대로 승리
(EVER 스타리그 2007:vs 송병구(P), BATOO 스타리그 2008:vs 정명훈(T), 박카스 스타리그 2009:vs 박명수(Z))
- 결승전 장소:2009년 8월 22일 서울 올림픽공원 SK올림픽핸드볼경기장.
- 스타리그 처음이자 마지막 트레블우승자(전종족상대로 한번씩잡고 우승한 선수)

## 대회 결과
우승: 이제동, 준우승: 박명수, 4강: 정명훈, 문성진

## 사용 맵 정보
| 종족   | 왕의 귀환 | Outsider | Holy World | Holy World SE | 단장의 능선 |
| ------ | --------- | -------- | ---------- | ------------- | ----------- |
| 인원   | 4         | 3        | 4          | 4             | 2           |
| P vs Z | 0:2       | 2:5      | 2:4        | 0:0           | 0:2         |
| Z vs T | 4:8       | 10:5     | 5:6        | 4:3           | 1:2         |
| T vs P | 3:1       | 2:2      | 1:1        | 0:0           | 0:0         |
| Z vs Z | 4번       | 4번      | 2번        | 4번           | 2번         |
| T vs T | 1번       | 2번      | 1번        | 0번           | 3번         |
| P vs P | 0번       | 1번      | 1번        | 1번           | 0번         |